# Поль Ульріш Віллар
Поль Ульрі́ш Вілла́р (правильніше Війяр, фр. Paul Ulrich Villard, 1860—1934) — французький фізик та хімік. 1900 року під час вивчення радіоактивності відкрив гамма-промені. Член Паризької академії (1908).

## Життєпис та наукова діяльність
1881 року закінчив Вищу нормальну школу в Парижі, далі викладав у різних ліцеях та працював у хімічній лабораторії при Нормальній школі. При вивченні поведінки матеріалів за високого тиску відкрив гідрат аргону.
Від 1896 року вивчав радіоактивність. Поставивши свинцевий екран на шляху випромінювання, блокував альфа-промені (вже відомі на той час), після чого 1900 року з'ясував, що решта випромінювання має дві складові: одна відхиляється магнітним полем (ця компонента також була вже відома як бета-промені), інша — не відхиляється. Так він відкрив гамма-промені (назву 1903 року запропонував Резерфорд). Надалі Віллар багато займався створенням засобів дозиметрії і першим (1908) запропонував для кількісної оцінки випромінювання використовувати іонізаційну камеру.

## Основні праці
- «Sur les rayons cathodiques.» Comptes rendus de l'Académie des sciences, 126 (1898), 1339—1341, 1564—1566; 127 (1898), 173—175; 130 (1900), 1614—1616;
- "Sur la réflexion et la réfraction des rayons cathodiques et des rayons déviables du radium, " ibid., 130 (1900), 1010—1012
- "Sur le rayonnement du radium, " ibid., 1178—1179; and "Sur l'aurore boréale,’ ibid., 142 (1906), 1330—1333; 143 (1906), 143—145.